# گارد جنگل سیوند
گارد جنگل سیوند، اداره‌ای برای حفاظت از مراتع و کوه‌های سیوند در مرکز مراتع کوه‌های سیوند یعنی سیوند است، که بدستور رضاخان بنا شد. این اداره پس از انقلاب به سعادت‌آباد تغییر نام داد و به اداره مراتع و جنگلبانی کلیلک و سپس با تغییر نام کلیلک به اداره مراتع و جنگلبانی کمین و سپس با تغییر نام کمین به سعادت‌آباد اداره مراتع و جنگلبانی سعادت‌آباد و سپس با تغییر نام سعادت‌آباد به سعادت‌شهر به اداره مراتع و جنگلبانی سعادت‌شهر تغییر نام داد. در سال‌های اخیر با تغییر نام شهرستان سعادت‌شهر به شهرستان پاسارگاد به اداره مراتع و جنگلداری شهرستان پاسارگاد تغییر نام داده است.

## ارتباط با رژیم شاه
گارد جنگل سیوند علاوه بر جنگلداری و حفاظت از جنگل، یک پایگاه نظامی بود که با ساواک در ارتباط بود. اعضای آن اکثراً در مسئله کشف حجاب و کشتار مسجد گوهرشاد و همچنین کشتار طلاب در مدرسه فیضیه قم نقش داشتند و عده‌ای از آن‌ها از جمله شخصی بنام سرهنگ جمالی پس از انقلاب اعدام شد.
برخی وجود گارد جنگل سیوند را وسیله‌ای برای مقاومت سیوندی‌ها در مقابل کشف حجاب و سرکوب آشوب‌های برپا شده در سیوند در مخالفت با کشف حجاب می‌دانند که این صحیح نیست.

## اقدامات گارد جنگل سیوند
مهم‌ترین اقدام گارد جنگل سیوند درختکاری و ساماندهی پارک جنگلی سرچشمه سیوند برای اهداف نظامی و ایجاد میدان تیر و پادگان نظامی در منطقه ابوالمهدی سیوند است.

## ساختمان گارد جنگل سیوند
ساختمان گارد جنگل سیوند تا سال‌ها پس از انقلاب ۱۳۵۷ به عنوان ساختمان شهرداری سیوند استفاده می‌شد. هم‌اکنون از این ساختمان قدیمی به عنوان محلی برای سکونت افغانی‌ها و کارگران مهاجر استفاده می‌شود.